# Wang Yuanlu

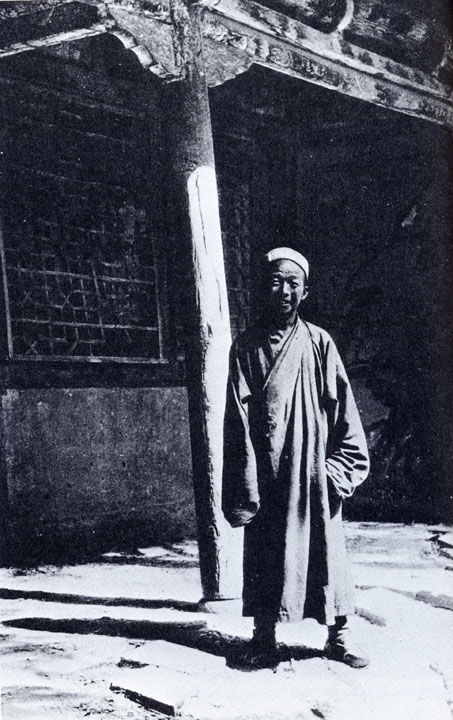
Fotografia de Wang Yuanlu.

Wang Yuanlu (xinès tradicional : 王圓籙 ; xinès simplificat : 王圆箓 ; pinyin: Wáng Yuánlù) (circa 1849 - 1931) fou una espècie d'ermita taoista, el nom del qual ha passat a les llegendes de l'arqueologia, ja que va ser ell qui va descobrir, per dilapidar-los depués, els manuscrits de Dunhuang, pintures i altres documents de mil anys d'antiguitat i altres objectes, que estaven ocults en una de les coves de Mogao.

## Biografia ràpida
Fugint de la pobresa de la seva ciutat natal, (Macheng a la província de Hubei), Wang Yuanlu va portar una vida nòmada, fins que es va allistar a la infanteria de l'exèrcit de la dinastia Qing. Després d'abandonar l'exèrcit, es va iniciar en el taoisme, amb el nom taoista de Fazhen. Va continuar llavors la seva vida errant, que el va conduir finalment fins a les coves de Mogao, on va decidir establir-se.

## Descobriment de la «biblioteca mural» de Mogao
El 22 de juny de 1900, mentre que Wang Yuanlu treballava en la restauració de les estàtues de la cova 16, els obrers que estaven es van trobar sorprenentment amb una porta amagada en el mur, en llevar la sorra que s'havia acumulat allí, Wang Yuanlu va descobrir darrere de la porta una petita habitació excavada en la roca, una espècie de biblioteca -en realitat una sala commemorativa en honor del «donant» de la cova 16-, actualment coneguda com a cova 17.
Absolutament inconscient del valor real de les desenes de milers de manuscrits i objectes que va trobar -es parla de 50 000-, els va utilitzar per fer petits regals a les autoritats locals amb la finalitat de facilitar les seves relacions amb ells.
Però el 1904, l'administració de Gansu, informada de les troballes realitzades per Wang Yuanlu, va ordenar al magistrat a càrrec de Dunhuang verificar el contingut de la famosa cova i de tapiar-la de nou. Se'l va encarregar a Wang Yuanlu vigilar la cova, garantint que no desaparegués res.

## Arribada dels exploradors occidentals

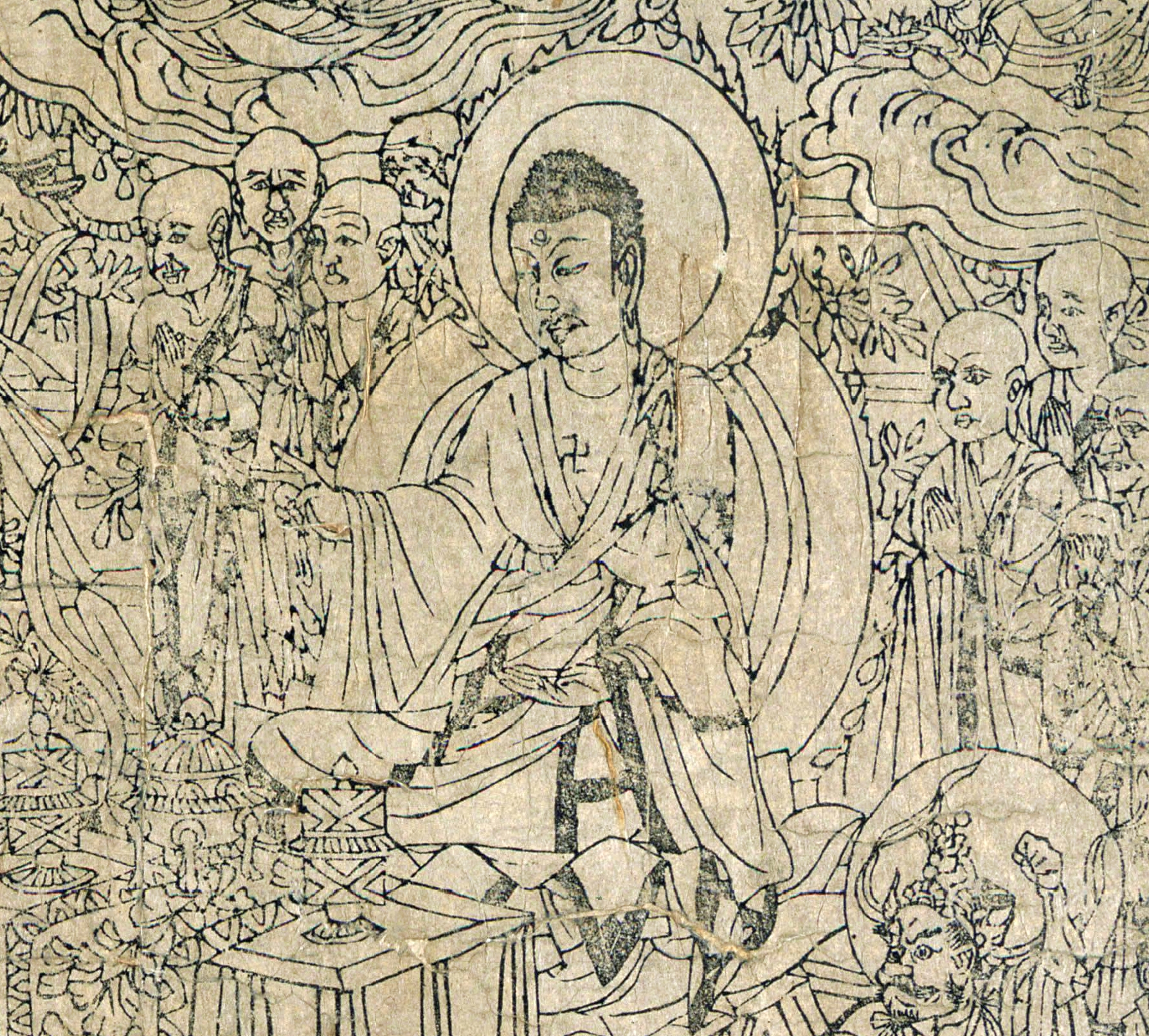
Sutra del diamant.

Desgraciadament, la notícia del descobriment s'havia difós molt lluny, i set anys després del descobriment, els exploradors occidentals van començar a arribar a Dunhuang pel que va resultar ser una veritable caça del tresor.
L'explorador anglès Sir Aurel Stein (1907) i després el sinòleg francès Paul Pelliot (1908) van ser a Dunhuang, i van negociar amb Wang Yuanlu la compra de diverses desenes de milers de manuscrits, documents, pintures sobre seda, i altres objectes preciosos, per una suma de diners molt reduïda. Entre els objectes comprats per Sir Aurel Stein es trobava per exemple el Sutra del diamant, imprès l'any 868, la qual cosa ho converteix en una de les obres més antigues del món.
Després d'aquestes primeres compres, que es troben en museus com ara el Museu Britànic o el Museu Guimet, es van succeir altres expedicions a Dunhuang :
- una expedició japonesa el 1911,
- una expedició russa el 1914,
- i finalment el 1924, una expedició nord-americana.